# Zabidius novemaculeatus
Zabidius novemaculeatus is een straalvinnige vissensoort uit de familie van schopvissen (Ephippidae). De wetenschappelijke naam van de soort is voor het eerst geldig gepubliceerd in 1916 door McCulloch.